# Філатов Андрій Васильович
Андрій Васильович Філатов (народ. 18 грудня 1971, Кривий Ріг) — російський підприємець, голова ради директорів інвестиційної компанії «Тулома», один із співвласників компаній Global Ports та Globaltrans. Президент Російської шахової федерації, віце-президент Міжнародної шахової федерації (ФІДЕ), Почесний академік Російської академії мистецтв.

## Біографія
Закінчив Дитячо-юнацьку спортивну школу № 9 у м. Дніпропетровську. Отримав звання Кандидат у майстри спорту СРСР з шахів. У 1993 році закінчив Академію фізичного виховання та спорту Республіки Білорусь (Білоруський державний університет фізичної культури) за фахом «Викладач фізичної культури та тренер з шахів». У Академії познайомився та потоваришував з такими шахістами, як Ілля Смірін та Борис Гельфанд.
У 1996 році спільно з партнерами Костянтином Ніколаєвим та Микитою Мішиним заснував компанію «Північстальтранс», з моменту створення є членом ради директорів та виконавчим директором компанії.
Андрій Філатов бере активну участь у розробці та реалізації проектів у сфері розвитку інфраструктури, зокрема першого у РФ проекту будівництва автодороги за концесійними угодами у рамках компанії Vinci Concession Russie, спільного підприємства з Vinci SA.
У 2015 році за великий внесок у розвиток та популяризацію російського та радянського мистецтва удостоєний звання Почесного академіка Російської академії мистецтв.
Андрій Філатов є кавалером Ордену Почесного легіону. 2 березня 2016 року Посол Франції у Росії пан Жан-Моріс Ріпер провів у Музеї шахів офіційну церемонію нагородження.
У травні 2016 року за заслуги у розвитку фізичної культури та спорту Указом Президента Російської Федерації нагороджений медаллю ордена «За заслуги перед Вітчизною» II ступеня. Державна нагорода була вручена Головою Уряду РФ Дмитром Медведєвим 10 червня 2016 року.
У 2016 році був нагороджений бронзовою медаллю на 42-й Всесвітній шаховій олімпіаді у Баку як тренер чоловічої збірної Росії. .

## Оцінка статку та активи
Основним активом Андрія Філатова є ТОВ «Інвестиційна компанія «Тулома». Підприємець також володіє часткою у компанії Global Ports, що котирується на Лондонській фондовій біржі — найбільшому контейнерному операторі Росії. Є співвласником приватної залізничної групи Globaltrans та одним з акціонерів ТОВ «Трансойл» (7 %).
У жовтні 2015 року Філатов оголосив про консолідацію у рамках інвесткомпанії «Тулома», що спеціалізується на інвестуванні у російські компанії та акції, своїх особистих активів (крім Global Ports, «Трансойлу» та Globaltrans). У інвестиційний портфель «Туломи» увійшли частки у Coal Mining Investments Ltd., ТОВ «Фабрикант.Ру» (Fabrikant.ru), ТОВ «Псковнафта-Термінал», девелоперських проектах ТОВ «Волго-Окська інвестиційна компанія», ТОВ «Пушкін», ТОВ «БудінжинірингДевелопмент», акції ВАТ «ФосАгро», ВАТ «Новатек», «МегаФон», ПАТ «Лукойл», ВАТ «Сургутнафтогаз», ПАТ «ГМК «Норильський нікель».
Журнал «Фінанс» на початку 2011 року оцінив статок Андрія Філатова у $ 0,92 млрд.
У російській версії журналу Forbes у рейтингу найбільших бізнесменів Росії у 2011 році Філатов зайняв 93 місце зі статком у $ 1,1 млрд, у 2012 — № 73.
У світовому рейтингу Forbes 2012 року статок Філатова було оцінено у $ 1,3 млрд (960 місце у світі).

## Нагороди та премії
- Ювилейна медаль «300 років Росіийському флоту» (1997 рік)
- Почесна грамота Президента Російської Федерації (21 січня 2011 року) — за активну участь у Підготовці передачі гюйсу (прапору) крейсера «Варяг» Республікою Корея Російській Федерації[12]
- Орден преподобного Серафима Саровського III ступеня (25 червня 2013 року)
- Нагорода «The Moscow Times Awards» (10 грудня 2013 року)[13]
- Пам'ятна медаль ЮНЕСКО «П'ять континентів» (26 травня 2015 року)[14]
- Найкращий спортивний менеджер 2014 року за версією Клубу любителів історії та статистики спорту (КЛІСС)[15]
- Орден Почесного легіону (2 березня 2016 року)[16]
- Медаль ордена «За заслуги перед Вітчизною» II ступеня (14 травня 2016 року)
- Бронзова медаль у складі чоловічої збірної Росії з шахів (тренер) на 42-й Всесвітній шаховій олімпіаді у Баку (2016)

## Суспільна діяльність
На згадку про свого першого тренера з шахів, Олександра Валеріановича Синіцина, Філатов заснував міжнародний дитячий шаховий фестиваль «Меморіал Синіцина», який щорічно проводиться у Дніпропетровську, починаючи з 2001 року.
Профінансував відновлення надгробного пам'ятника у Парижі першому чемпіону світу з шахів російського походження Олександру Алехіну.
Філатов є членом Економічної ради французьких та російських підприємств Франко-російської торгівельно-промислової палати (CCIFR).
З ініціативи Філатова у Франції реалізовано низку соціальних проектів та заходів, спрямованих на сприяння культурному обміну між двома країнами. У рамках видавничого проекту «Росія та Франція» перекладені на французьку мову та передані до фондів публічних та академічних бібліотек Франції ряд знакових літературних та історичних творів російських авторів. У рамках програми «Рік Росії у Франції та Рік Франції у Росії 2010» Філатов підтримав виставку «Наполеон та Лувр», що з успіхом пройшла у Москві у Історичному музеї, а також церемонію закриття року Росії у Франції, що відбулась у Парижі та багато інших заходів.
Філатов — ініціатор та спонсор проведення у Москві матчу за звання чемпіону світу з шахів 2012 року між Борисом Гельфандом (Ізраїль) та Вішванатаном Анандом (Індія). Матч відбувався з 10 по 31 травня у Інженерному корпусі Державної Третьяковської галереї при підтримці Російської шахової федерації. Свою ідею про проведення чемпіонського матча у одному з найбільших московських музеїв Філатов пояснив тим, що це «сприятиме у тому числі популяризації російської культури за кордоном, враховуючи величезний міжнародний інтерес до події». Матч був визнаний Шаховою федерацією Москви «Подією року у Москві», ініціатори та спонсори матчу Андрій Філатов та Геннадій Тимченко були удостоєні премії «Каїсса».
5 лютого 2013 року Філатов та голова Економічної ради французьких та російських підприємців CCIFR Геннадій Тимченко підписали угоду з президентом-директором Лувру Анрі Луареттом про відкриття нової постійної експозиції російського мистецтва у Луврі. Експозиція почне діяти з 2015 року.
4 березня 2013 року Філатов та Тимченко від імені CCIFR підписали угоду з Державним Російським музеєм про надання підтримки музею у здійсненні програм та проектів, спрямованих на збереження культурної спадщини Росії та популяризацію російського мистецтва за кордоном.
Філатов є ініціатором та спонсором міжнародного шахового турніру Меморіал Алехина, який відбувався з 21 квітня по 1 травня 2013 року. Перша частина турніру була у Парижі (Лувр), друга — у Санкт-Петербурзі (Михайлівський замок Російського музею). У турнірі взяли участь чемпіон світу Вішванатан Ананд, Борис Гельфанд, російські шахісти Володимир Крамник, Петро Свідлер, Микита Вітюгов, а також найсильніші шахісти з Франції, Великої Британії, Вірменії та Китаю. Переможцем Меморіалу Алехина став Левон Аронян.
1 лютого 2014 року на XXII з'їзді Російської шахової федерації Філатова було обрано Президентом РШФ. Колишній Голова Наглядової ради РШФ Аркадій Дворкович, якого змінив Філатов, назвав вдалим вибір свого наступника: «Разом з Філатовим РШФ провела знакові змагання — матч на першість світу у Третьяковській галереї та Меморіал Алехина у Луврі та Російському музеї. У Філатова є достатній досвід організації найбільших турнірів, він добре знає та розуміє шаховий світ. Саме його згода зайняти цей пост і дозволяє мені з легкою душею піти з РШФ».

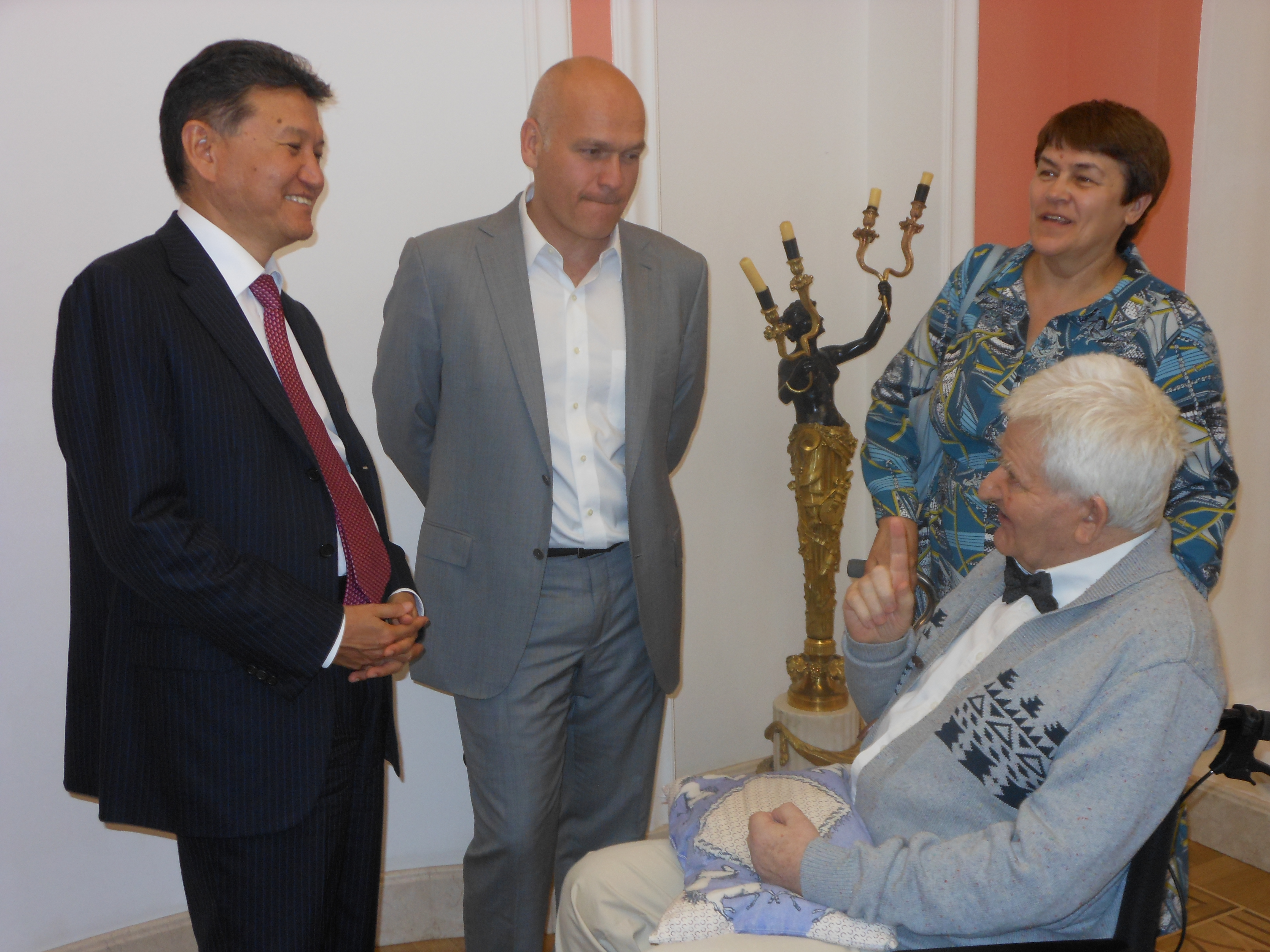
Кірсан Ілюмжинов, Андрій Філатов, чемпіон світу з шахів Борис Спаський та його громадянська дружина Валентина Кузнєцова на Міжнародному дні шахів. Москва, 20 липня 2016

15 травня 2014 року Російська шахова федерація висунула кандидатуру Філатова на посаду віце-президента FIDE (World Chess Federation/Міжнародна шахова федерація). Висування кандидатури пана Філатова одноголосно затвердила Наглядова рада РШФ. Вперше у історії кандидат від Росії обирався шляхом демократичного вибору — за процедурою голосування.
13 серпня 2014 року у ході голосування, що відбулосяся у рамках конгресу FIDE у норвезькому місті Тромсьо, Філатов був обраний на посаду віце-президента FIDE. Участь у голосуванні взяли представники 148 країн. За Філатова було віддано 98 голосів.
На кошти Філатова був повністю відреставрований Музей шахів на Гоголівському бульварі у Москві, який відкрив свої двері для відвідувачів 25 вересня 2014 року.
З січня 2016 року Філатов є старшим тренером та капітаном чоловічої збірної Росії з шахів. У вересні 2016 року збірна виборола бронзову нагороду на Всесвітній шаховій олімпіаді у Баку.
У вересні 2016 року отримав звання старшого тренера ФІДЕ.

## Особисте життя, захоплення
З дитинства захоплюється шахами, брав участь у турнірах шкільних команд «Біла тура», там домігся перших успіхів.
Активно підтримує розвиток шахів у Росії.
Філатов також колекціонує витвори мистецтва — живопис, графіку, скульптури.
Улюблений художник — Віктор Попков.
Філатов входить до Опікунської ради Валаамського монастиря.
Філатов одружений, виховує 7 дітей.

## Фонд Art Russe
У 2012 р. А.Філатов заснував художній фонд Art Russe, головним завданням якого є популяризація російського та радянського мистецтва для міжнародної аудиторії за допомогою організації виставок та підтримки просвітницьких проектів.
У зібранні Фонду Art Russe близько 400 робіт російських та радянських майстрів, включаючи твори таких художників як Ігор Грабар, Май Данциг, Петро Кончаловський, Костянтин Коровін, Гелій Коржев, Олександр Лактіонов, Віра Мухіна, Віктор Попков, Аркадій Пластов, Микола Реріх, Віктор Сєров, Микола Фешин. Основу колекції Art Russe складають роботи періоду 1917-1991 рр., у різні роки вивезені за межі Росії та згодом придбані Фондом. Зокрема, у зібранні Фонду знаходиться рання версія відомої картини Федіра Решетникова «Знову двійка».
При підтримці Art Russe:
- У 2012-2013 рр. у Росії та США відбулась експозиція робіт Миколи Фешина.[36][37][38][39]
- У 2013 р. у Третьяковській галереї відбулась виставка Михайла Нестерова.[40]
- У вересні 2015 р. у лондонському Музеї науки відбулося відкриття виставки «Космонавти. Народження космічної ери».[41][42]

Фонд Art Russe виступив організатором:
- спільно з Державним музейно-виставковим центром «РОСІЗО» міжнародного виставкового проекту-ретроспективи робіт Віктора Попкова, що у 2014 р. відбулися у Москві, Венеції та Лондоні.[43][44][45][46][47]
- виставки, присвяченій 70-річчю Перемоги над фашизмом: «Насліддя Другої світової війни у російському мистецтві», що відбулася навесні 2015 р. у Лондоні;[48][49]
- першої на Близькому Сході масштабної експозиції російського та радянського мистецтва ХХ століття, відкритої восени 2015 р. у столиці ОАЕ Абу-Дабі.[50][51]

У червні 2016 р. фонд Art Russe підписав угоду з лордом Монтегю про створення постійної галереї російського мистецтва у Музейному комплексі Б'юлі на півдні Великої Британії.
У 2013 р. фонд Art Russe запустив проект з видання серії книжок про російських художників. У даній серії вже вийшли у світ монографії про Віктора Попкова, Миколу Фешина та Мая Данцига.
29 липня 2014 року Фонд Art Russe став офіційним партнером галереї «Серпентайн», однієї з ведучих художніх галерей Лондона. У лютому 2016 року картина «Свобода!» Євсея Моїсеєнко з колекції фонду була на 15 років передана на експонування у ізраїльський Меморіал Яд Вашем
У листопаді 2016 року Фонд Art Russe закінчив угоду з придбання робіт російських художників кінця XIX – початку XX століття, що раніше перебували у приватній колекції однієї з аристократичних сімей Європи. Поряд з 11 полотнами придбаними Фондом з колекції однієї з європейських монархій, нові роботи являють собою ключові художні течії російського мистецтва кінця XIX - початку XX століття. Серед робіт - «Хресна хода у Курській губернії» Іллі Рєпіна, «Богомати» Кузьми Петрова-Водкіна, «Ми продовжуємо лови» Миколи Реріха, «Вихор» Філіпа Малявіна, «Оленка» Віктора Васнецова, «Царівна-Лебідь» Михайла Врубеля, «Садко у підводному царстві» Іллі Рєпіна. Серед придбаних робіт також акварельний етюд Валентина Сєрова «Викрадення Європи» (1910) та «Балетна вбиральня. Сніжинки» Зінаїди Серебрякової (1923).

## Публікації
Автор та співавтор публікацій, у тому числі:
- стаття у журналі // «Europe Échecs»
- стаття у журналі // «64 — Шахматное обозрение», № 12 декабрь 2012

## Інтерв'ю
- Інтерв'ю Андрія Філатова газеті «Коммерсант» «Коммерсант»
- Інтерв'ю Андрія Філатова кореспонденту газети «РБК daily» «РБК daily»
- Інтерв'ю Андрія Філатова радіостанції «Голос Росії» «Голос Росії»
- Інтерв'ю Андрія Філатова газеті «Завтра»
- Інтерв'ю Андрія Філатова радіостанції «Голос Росії» «Голос Росії»
- Інтерв'ю Андрія Філатова телекомпанії «CNN»
- Інтерв'ю Андрія Філатова газеті «Спорт-Експрес» «Спорт-Експрес»
- Інтерв'ю Андрія Філатова «РИА Новости» «РИА Новости»
- Інтерв'ю Андрія Філатова Агентству «РЕЙТЕР»
- Інтерв'ю Андрія Філатова газеті «The Art Newspaper Russia» «The Art Newspaper Russia»
- Андрій Філатов: «ПОЧНУ З МУЗЕЮ ШАХІВ» (інтерв'ю газеті «Спорт-Експрес» 07.02.2014) «Спорт-Експрес»
- Андрій Філатов: «Дитячі чемпіонати Росії хочемо проводити у Сочі» (відео Євгена Потьомкіна «Chess-News | Новини шахів» 17.04.2014)
- Інтерв'ю Андрія Філатова газеті «Коммерсант» «Коммерсант» 04.06.2014
- Інтерв'ю Андрія Філатова інтерв'ю організаторам фінального турніру «Великого Шолома» 05.08.2014
- Андрій Філатов: у Тромсьо Росія перемогла на всіх фронтах // Спорт-Експрес, 15 августа 2014
- Андрій Філатов: шахи — ефективний спосіб боротьби з наркоманією // ІТАР-ТАСС, 21 серпня 2014
- Андрій Філатов: «Форбс» мене переоцінює // Спорт-Експрес, 22 травня 2015
- Андрій Філатов про любов до своєї справи, шахи у Росії та радянське мистецтво[недоступне посилання з травня 2019] // Аерофлот Premium, №10, жовтень 2015
- Співвласник Н-Трансу складе активи у інвесткомпанію // ІА «Рейтер», 20 жовтня 2015
- Андрій Філатов: «Після нашої перемоги все встало на свої місця» // Спорт-Експрес, 22 листопада 2015
- Андрій Філатов: «Ми повинні привести шахи на телебачення» // Спорт-Експрес, 24 грудня 2015
- Голова РШФ Філатов: головні завдання — перемоги у турнірі претендентів та на олімпіаді // АСН «Р-Спорт», 13 січня 2016
- Інтерв'ю Андрія Філатова телеканалу Матч ТВ // Матч ТВ, 3 березня 2016
- Андрій Філатов: "Карлсен боїться Карякіна. Я у цьому впевнений" // Спорт-Експрес, 13 квітня 2016
- Андрій ФІЛАТОВ: “МИ ЛИШЕ НА ПОЧАТКУ ВЕЛИКОГО ШЛЯХУ” // Спорт-Експрес, 27 травня 2016
- Андрій Філатов: "Мій тренерський дебют вважаю успішним" // Спорт-Експрес, 15 вересня 2016
- «Шанси Карякіна такі ж, як у Трампа» // Газета.ру, 11 листопада 2016